# 丹参二醇C
丹参二醇C（英語：Tanshindiol C）是一种多环有机化合物，分子式C18H16O5，属于一种丹参酮类化合物，与丹参二醇B是立体异构体，存在于丹参（Salvia miltiorrhiza）植物中。它可以环己-2-烯酮为原料，经丹参醇B中间体，通过多步反应制得。